# Археологічна розвідка
Археологічна розвідка — дослідження стародавніх історичних пам'яток, визначення їх місцезнаходження та наукова реєстрація. Основна наукова мета археологічної розвідки — пошук матеріальних даних, необхідних для дослідження побуту, мистецтва, релігійних вірувань народів, що населяли в давнину певний географічний район; складання топографічних планів, реєстрація типів проведених зйомок, визначення зв'язку між пам'ятниками і місцевими природно-ландшафтними умовами та інші заходи. Археологічна розвідка проводиться також з метою визначення точного місцезнаходження пам'ятників, закономірності їх розташування. Існують різні методи археологічної розвідки — в залежності від часу проведення та поставлених цілей. Наприклад, дослідження пам'яток, що мають на поверхні землі нечисленні ознаки давніх віків, результативно проводити в весняні та осінні місяці. Під час розвідки враховується зв'язок між рельєфом землі і місцем розташування пам'ятників. Наприклад, стоянки кам'яної доби знаходяться тільки на височинах, по ямах, стоянки епохи неоліту — на узбережжі озер або біля витоку джерела; поселень бронзового століття — поруч з водою біля підніжжя гори або пагорба; пам'ятники ранньої залізної доби — в місцях, зручних для випасу худоби. Основні методи археологічної розвідки — дослідження за допомогою карти, космічних знімків або із застосуванням геодезичних, електромагнітних та інших приладів.

## Методи
В ході розвідки вивчається як поверхня землі (зовнішня розвідка), так і структури під землею (глибинна розвідка).

### Візуальна розвідка
Візуальна розвідка не вимагає розкопок і найбільш ефективна в місцевостях, де відсутня рослинність або в тих випадках, коли руїни мають настільки великі розміри, що помітні навіть серед рослинності (класичним прикладом є деякі руїни майя, де величезні храми підносяться над лісом у вигляді зарослих пагорбів) . При візуальній розвідці археолог намагається знайти артефакти які знову опинилися на поверхні внаслідок ерозії ґрунту, життєдіяльності тварин, зсувів та інших природних явищ. Деякі археологи вміло аналізують особливості мікрорельєфу («археологія гірок і ямок»), визначаючи по нерівностях земної поверхні розташування зниклих зрошувальних каналів і оборонних валів.

### Глибинна розвідка
Глибинна розвідка проводиться з допомогою куди більш трудомістких методів, в ході яких зазвичай викопуються пробні шурфи, і витягнутий ґрунт досліджується на наявність артефактів таким чином:
- скупчення черепашок їстівних молюсків відображає мушляну купу;
- осколки каменю є відходом обробки кам'яних знарядь.

Зазвичай пробні шурфи містять дуже мало знахідок і, після встановлення самого факту наявності археологічної пам'ятки, для збору більш детальних відомостей про нього потрібні розкопки .
Якщо шуканий об'єкт містить масові відкладення матеріалу (раковини купи, звалища), то замість копання шурфів використовується взяття керна за допомогою трубки діаметром 25—75 мм.

### Хімічний аналіз ґрунтів
Хімічний аналіз зразків ґрунтів застосовується як при зовнішній, так і при глибинній розвідці. Часто використовуються перевірки ґрунту на наявність:
- фосфатів, наявність яких зазвичай є індикатором гниття. За допомогою аналізу на фосфати легко знайти сміттєві відкладення, хоча їх наявність може бути пов'язано також з внесеними органічними добривами і сечею худоби;
- ртуті, яка відображає наявність останків анадромних риб, нутрощі яких, що викидаються при вичищенні, містять значні кількості ртуті;
- ліпідів, які також индицируют присутність органічних речовин.

### Дистанційне обстеження
Розвідка на відстані особливо ефективна у випадках великих ділянок земної поверхні, які традиційні способи польової розвідки не можуть охопити. Типовим способом дистанційного обстеження є аналіз аерофотознімків і знімків поверхні Землі зі супутників.

## У Казахстані
Завдяки проведенню на території Казахстану безлічі розвідувальних робіт у 1960-ті роки була складена «Археологічна карта Казахстану», а в 1980-ті роки — зведення історичних пам'яток.